# オオシロハラミズナギドリ
オオシロハラミズナギドリ（大白腹水薙鳥、学名：Pterodroma externa）は、ミズナギドリ目ミズナギドリ科に分類される鳥類の一種。

## 分布
基亜種オオシロハラミズナギドリは、チリ沖フアンフェルナンデス諸島マスアフェラ島で繁殖し、非繁殖期はメキシコ沖からハワイ諸島北方海域まで北上する。亜種クビワオオシロハラミズナギドリは、オーストラリアのケルマデック島で繁殖し、フィジー諸島をへて西部北太平洋に北上する。
日本では、亜種クビワオオシロハラミズナギドリが夏から秋にかけて小笠原諸島から本州中部以南の海上で観察されるが稀である。基亜種オオシロハラミズナギドリは、1982年に東京都で台風通過後に迷行した個体が記録されたことがある。

## 特徴
全長約43cm。翼開長は約97cm。大型で翼は細長い。目から頭上にかけてが黒褐色で、額は白色である。亜種オオシロハラミズナギドリは後頸部が黒褐色でか続いているように見えるが、亜種クビワオオシロハラミズナギドリは後頸部が白い。
背から上尾筒までは淡灰褐色で体の下面は白い。翼上面には淡褐色のM字型の斑がある。翼の下面は白く、翼角から前縁の内側に細く黒線が入る。嘴は黒褐色で、足はピンク色である。 
雌雄同色である。

## 生態
非繁殖期は海洋で生活する。
食性は動物食で、軟体動物や魚類を捕食する。
繁殖形態は卵生。繁殖期はコロニーを形成する。

## 亜種
2亜種が存在する。
- P. e. externa　和名オオシロハラミズナギドリ。基亜種。
- P. e. cervicalis　和名クビワオオシロハラミズナギドリ。